# Skyeterrier
Skyeterriern är en hundras av typen terrier som är namngiven efter ön Skye i de Inre Hebriderna i Skottland. Skyeterriern är långhårig och har en mycket lågställd och lång kropp med en mankhöjd på cirka 25–26 cm. Kroppen bör vara nästan dubbelt så lång som höjden. Skyeterriern är en något reserverad ras men får inte vara aggressiv. Skyeterriern har inga kända rasbundna hälsoproblem.

## Historia

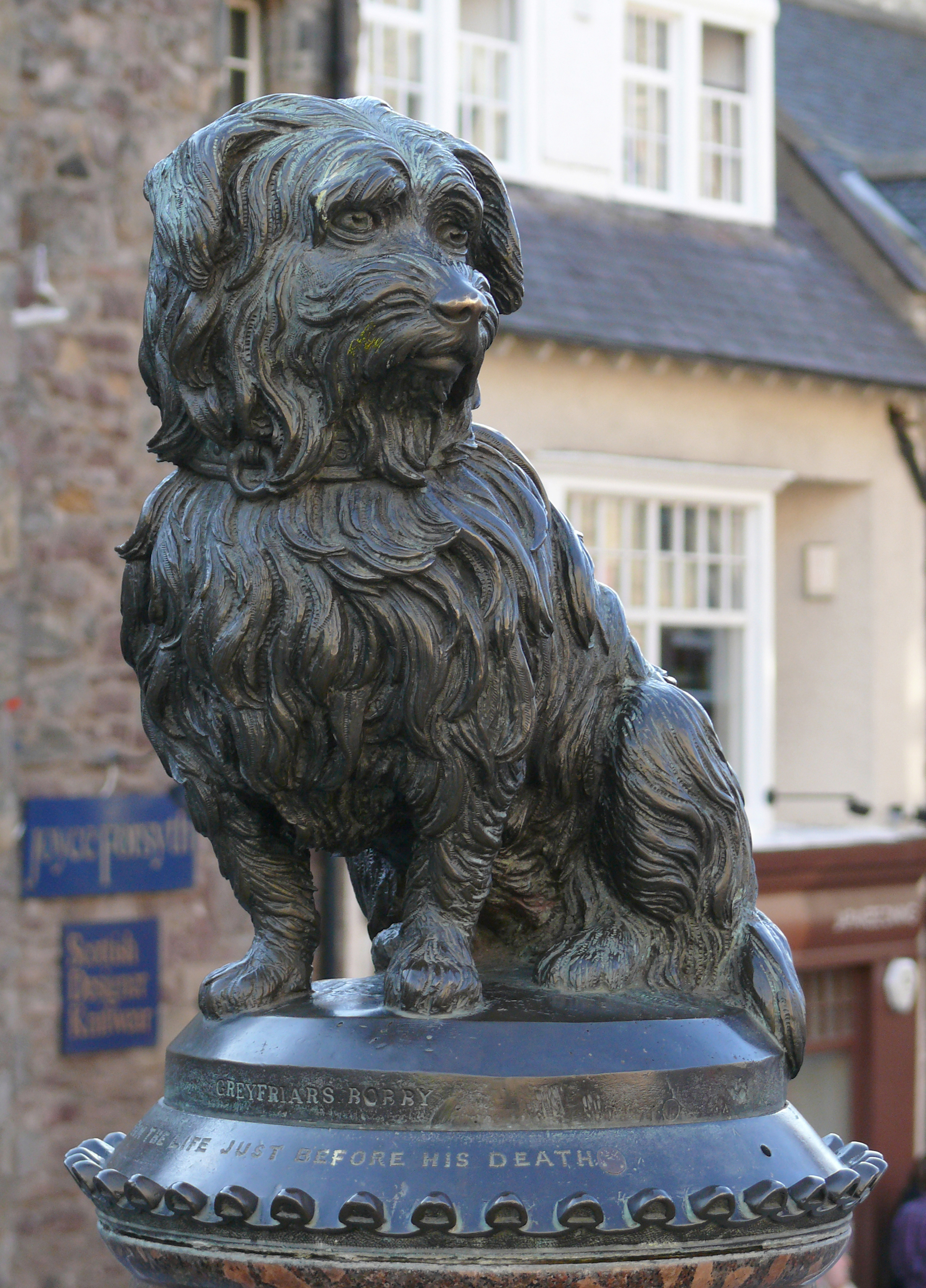
Statyn av den legendomspunna Greyfriars Bobby i Edinburgh från 1872 ger en uppfattning om hur skyeterriern såg ut innan förädlingen.

I Skottland har det sedan länge funnits små terrierhundar, vilkas främsta uppgift varit att hålla nere antalet skadedjur runt omkring småjordbruken. De jagade rävar, grävlingar och allehanda småvilt, såsom vesslor, mårdar och råttor. Det krävdes härdiga hundar som klarade både det hårda klimatet och den steniga, karga terrängen. De skulle vara små och smidiga för att kunna följa bytet ned i trånga gryt och ha kraftiga käkar och inte minst stort mod för att våga attackera och driva ut byte som räv och grävling.
Under 1800-talet förekom olika typer av jagande terrier i Skottland, dessa hundar gick under den gemensamma beteckningen Highland Terrier; utöver skyeterriern var det cairnterrier, skotsk terrier (Aberdeen Terrier) och west highland white terrier. Den första bilden på en hund kalld Skye Terrier publicerade 1843 i Jardine' Naturalist's Library; denna hund hade de karakteristiska upprättstående öronen som hos den mest kända varianten. Från 1870-talet delade man upp varianterna och brittiska the Kennel Club beslöt att den långhåriga terriern från Hebriderna skulle kallas Skye Terrier. 1876 bildades skyterrierns rasklubb.
1842 började drottning Victoria hålla skyeterrier och rasen blev modehund. På hundutställningar under andra halvan av 1800-talet förekom många långhåriga Highland Terrier från Hebriderna och aveln ändrade inriktning. Före sekelskiftet hade Skyteterriern fått det nuvarande utseendet med lång kropp, bred front, stort brett huvud och päls som nådde till marken. Allt som gjorde den omöjlig som grythund. Den har sedan dess varit en utpräglad sällskapshund, men efter första världskriget förlorade rasen i popularitet och nu är den klassad av den brittiska kennelklubben som en sårbar inhemsk ras.

## Egenskaper
Skyeterriern kan vara lite av en enmanshund som är reserverad mot främlingar. Den får varken vara skygg eller aggressiv. En skyeterrier är ofta mycket sällskaplig mot sin ägare och har ett mycket fogligt och lätthanterligt temperament.

## Utseende

### Päls och färg

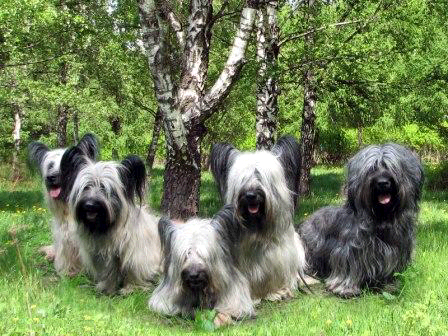
Skyeterriern är alltid enfärgad med svart nosparti och svarta öron. Öronen kan vara både upprättstående eller nedhängande.

Skyeterriern har en [dubbelpäls med kort och mjuk underull. Täckhåret är långt och ganska hårt och ska ligga rakt och slätt utan lockar. Pälsen på huvudet är kortare och mjukare och ska ligga som en slöja över panna och ögon.
Idag förekommer skyeterriern främst i svart, mörk- och ljusgrå, fawn eller cream och alltid med svarta tecken. Alla färger är tillåtna under förutsättning att hunden är enfärgad och har svart nostryffel och svarta öron. Underullen ska vara ljusare, men ton i ton med pälsens färg. En liten vit fläck på bröstet är tillåtet men inga andra vita tecken. Ögonen är bruna, gärna mörkt bruna. 

### Exteriör
Skyeterriern ska ge intryck av en mycket lågställd och lång hund med korta ben. Längden från nostipp till svanstipp bör inte understiga 105 cm. Tikar får vara något mindre men måste vara proportionerliga. 
Huvudet är långt och kraftfullt. Bakhuvudet är brett för att smalna av mot nospartiet som är kraftigt. Ögonen skall vara stora, tätt placerade och uttrycksfulla. Öronen kan vara både upprättstående eller nedhängande. Svansen i vila är uppåtböjd med nedhängande svanstopp och när svansen är rest är den mycket rak utan att krökas eller böjas.